# Suhrkamp Verlag
Pour les articles homonymes, voir Verlag.
Suhrkamp Verlag (« Éditions Suhrkamp ») est une maison d'édition allemande fondée en 1950 par Peter Surhrkamp et réputée en Europe pour éditer des auteurs de renommée en littérature, en philosophie et en sciences humaines. Encore indépendante en 2013, elle se déclare en faillite la même année, pour remonter la pente assez rapidement.

## Histoire de la maison
L'entreprise fut fondée à Francfort en 1950 par Peter Suhrkamp (1891-1959) qui avait été à la direction, depuis 1936, de la partie allemande de S. Fischer Verlag. Peter Suhrkamp fut emprisonné en 1943 et libéré grâce à l'intervention d'Arno Breker. Il reprit ensuite la direction de S. Fischer, mais, sur les conseils de Hermann Hesse, il en démissionna pour monter sa propre structure : la plupart des auteurs importants quittèrent alors S. Fisher pour suivre Peter.
En 1952, Siegfried Unseld rejoint Suhrkamp Verlag comme éditeur puis devient en 1957, actionnaire. À la mort de Peter en 1959, il prend les commandes jusqu'à sa mort en 2002. Sous sa direction, Suhrkamp Verlag se spécialise dans la littérature allemande du XXe siècle, mais aussi les essais. Les maquettes de couverture sont réalisées par Willy Fleckhaus et lui valent une certaine renommée.
Ulla Unseld-Berkéwicz succède à son mari en 2002 : présidente de la fondation chapeautant Suhrkamp, elle détient 61 % des parts. Cette succession a été à l'origine d'un différend avec l'autre actionnaire, Hans Barlach, qui détient 39 % des parts. Cet industriel des médias a engagé des poursuites judiciaires pour la mauvaise gestion de Suhrkamp. L'écrivain Adolf Muschg a ainsi demandé au président allemand Joachim Gauck de tenter une conciliation pour éviter l'éclatement de la maison d'édition.
En février 2010, Ulla Unseld-Berkéwicz décide que Suhrkamp Verlag doit quitter Francfort pour s'installer à Berlin. 
La société qui emploie 140 employés et génère un chiffre d'affaires de près de 30 millions d'euros connaît alors quelques difficultés. L'auteur Martin Walser a quitté la maison.

## Auteurs
Parmi les premiers auteurs à être édités chez Suhrkamp, on peut mentionner Hermann Hesse, Rudolf Alexander Schröder, Hermann Kasack, T. S. Eliot, George Bernard Shaw ou encore Bertolt Brecht.
La plupart des grands philosophes allemands y sont réédités ainsi que des contemporains de renom comme Theodor W. Adorno, Walter Benjamin, Jürgen Habermas, Axel Honneth, Hans Jonas, Reinhart Koselleck, Burghart Schmidt, Peter Sloterdijk, Thomas Bernhard, etc.